# Escuela de Aviación Militar Airport
Escuela de Aviación Militar Airport är en flygplats i Argentina.   Den ligger i provinsen Córdoba, i den centrala delen av landet, 700 km nordväst om huvudstaden Buenos Aires. Escuela de Aviación Militar Airport ligger 493 meter över havet.
Terrängen runt Escuela de Aviación Militar Airport är lite kuperad. Runt Escuela de Aviación Militar Airport är det mycket tätbefolkat, med 2 345 invånare per kvadratkilometer.. Närmaste större samhälle är Córdoba, 10,2 km öster om Escuela de Aviación Militar Airport.
Runt Escuela de Aviación Militar Airport är det i huvudsak tätbebyggt.